# Chlorida fasciata
Chlorida fasciata es una especie de escarabajo longicornio del género Chlorida, tribu Bothriospilini, subfamilia Cerambycinae. Fue descrita científicamente por Bates en 1870.
La especie se mantiene activa durante los meses de marzo y septiembre.

## Descripción
Mide 17 milímetros de longitud.

## Distribución
Se distribuye por Brasil y Perú.